# Її домбри був вірний звук
«Її домбри був вірний звук» — радянський телефільм 1983 року, знятий режисером Касимом Ахметовим на Телебаченні Казахської РСР.

## Сюжет
Фільм про життя та творчість видатної казахської домбристки та народного композитора Діни Нурпеїсової.

## У ролях
- Танат Жайлібеков — головна роль
- Тунгишбай Жаманкулов — головна роль
- Ідріс Ногайбаєв — роль другого плану
- Торгин Тасибекова — роль другого плану
- Талгат Казибеков — роль другого плану
- Камал Кармисов — роль другого плану

## Знімальна група
- Режисер — Касим Ахметов
- Оператор — Віктор Осенніков
- Композитор — Базарбай Джуманіязов